# باشبوزق (نقاشی)
باشبوزق  (یا باشبوزق سیاه‌چهرهٔ) یک نقاشی اثر هنرمند فرانسوی، ژان-لئون ژروم، است. این نقاشی یک باشبوزق سیاه‌پوست ارتش امپراتوری عثمانی را نشان می‌دهد. این اثر هم‌اکنون در موزه متروپولیتن نیویورک قرار دارد.

## توضیحات
این اثر توسط ژروم بین سال‌های ۱۸۶۸ تا ۱۸۶۹ میلادی خلق شد و یک مدل سیاه‌پوست را در پوشش یک باشبوزق ارتش عثمانی به تصویر کشیده‌است. باشبوزق‌ها سربازان غیررسمی عثمانی‌ها بودند که به وحشیگری، غارتگری و عدم انضباط شهرت داشتند. ژروم لباسی که در نقاشی دیده می‌شود را در سفرش به خاور نزدیک در سال ۱۸۶۸ میلادی به‌دست‌آورد. درهم‌ریختگی و جورواجوری پوشاک این مدل یادآور لباس‌های باشبوزق‌ها است؛ زیرا این سربازان مزد دریافت نمی‌کردند و یونیفرم خاصی نیز نداشتند بنابراین هرآنچه را که در یورش‌ها غارت می‌کردند، می‌پوشیدند. این نکته کلیدی این اثر است زیرا شهرت وحشیگری باشبوزق‌ها با پوشاک باکیفیت، ابریشمی و اشرافی آنان در تضاد است.